# 하수민
하수민(1991년 3월 4일 ~ )은 대한민국의 배우이다.

## 학력
- 서울예술대학교 연기과 졸업

## 출연작

### 방송
- 〈청담동 앨리스〉 (2013년, SBS)
- 〈내 품에 라바와 친구들〉 (2015년, MBC) - 쟘띠 역
- 〈역류〉 (2017년, MBC) - 하수민 역